# BattleMech
Un BattleMech (término habitualmente abreviado como Mech) es una máquina de combate del universo ficticio de BattleTech, así como el origen y el principal representante de dicha franquicia.
Los BattleMechs han aparecido en diversos medios utilizados por la marca comercial desde su juego de tablero original en 1984, pasando por múltiples suplementos y manuales, varios videojuegos, una vasta serie de novelas y una serie de dibujos animados, entre otros productos.
Este tipo de vehículos pertenece a la categoría conocida como "mecha" dentro de la terminología de la ciencia ficción, manga y anime. Otros ejemplos similares se encuentran en mangas y animes como Mazinger Z o Neon Genesis Evangelion.

## Origen
Los BattleMechs aparecieron en 1984, con el nombre de BattleDroids, como protagonistas del juego de tablero de FASA Corporation, al que daban nombre.  En la segunda edición hubo que cambiar el nombre del juego y de dichos robots rebautizándolos en BattleTech y BattleMechs respectivamente, a causa de los derechos que George Lucas y Lucasfilm poseían sobre el término droid (en español, droide).
Los diseños de los primeros BattleMechs estaban basados en los de robots de animes, como Macross. Posteriormente, se abandonó el uso de dichos diseños por las demandas de las compañías Playmates y Harmony Gold por violación de copyright y competencia desleal. Dado que los derechos de esos diseños solo afectaban al aspecto visual de los Mechs, estos se siguieron utilizando, aunque no se mostraban imágenes de ellos hasta que en el Technical Readout: Project Phoenix se creó nuevo material gráfico para dichos diseños.
Los Mechs son muy diferentes entre sí en diversos aspectos, como peso, velocidad, configuración del chasis, blindaje y armamento, lo cual ha resultado en una cantidad considerable de diseños oficiales. FASA y sus sucesores, WizKids, FanPro y Catalyst Game Labs, han creado cientos de BattleMechs oficiales para complementar el juego original, la mayoría de ellos publicados en la serie de suplementos llamados Technical Readouts. Además, las reglas de construcción detalladas en el juego han permitido a los jugadores crear sus propios diseños personalizados, generando una vasta cantidad de diseños adicionales, algunos de ellos publicados en revistas, páginas web y otros medios.
Conforme la franquicia BattleTech fue creciendo, los BattleMechs fueron apareciendo en otros formatos, aparte del juego de tablero. Una serie de miniaturas, un juego de cartas coleccionables, varios videojuegos, una prolífica saga de novelas e, incluso, una serie de dibujos animados para televisión, tienen como uno de sus principales protagonistas a los Mechs y los duelos en los que se enfrentan.

## Trasfondo
En el universo BattleTech, el primer BattleMech construido fue el Mackie, al que los testimonios de la época describen como una caja de 100 toneladas con patas. Fue desarrollado en 2439 en la Hegemonía Terrana, utilizado por vez primera en 2443 y reproducido a lo largo de toda la Esfera Interior una vez que sus planos de construcción fueron robados en 2455. En los siguientes siglos se fueron desarrollando y refinando nuevos modelos. A los pilotos que dirigen estas máquinas se les denomina MechWarriors.
El avance en la construcción de Mechs tuvo su punto álgido durante la época de la Liga Estelar, aunque, tras su caída y las consecuentes Guerras de Sucesión, se ralentizó su progreso e incluso se perdió parte de la infraestructura y conocimientos necesarios para producir los modelos más novedosos. Como consecuencia de ello, a principios del siglo XXXI las Grandes Casas producían modelos con siglos de antigüedad y las unidades de mercenarios prácticamente se veían obligados al reciclaje de los Mechs destruidos en los campos de batalla.
La sociedad conocida como los Clanes, dado su exilio voluntario del universo conocido desde la caída de la Liga Estelar, conservaron y mejoraron el nivel tecnológico de dicha época. Una vez volvieron a la Esfera Interior para su reconquista en 3050, se comprobó la superioridad aplastante de sus modelos con respecto a los obsoletos de la Esfera Interior.
El primer avistamiento confirmado de un Mech de los Clanes por alguien de la Esfera Interior se produjo en 3049 en La Roca en la Confederación de Oberón, donde el MechWarrior Phelan Kell, de la unidad mercenaria los Demonios de Kell, se enfrentó al modelo llamado Timber Wolf (que sería llamado Mad Cat en la Esfera Interior). Esta dualidad de nombres para los Mechs de los Clanes fue habitual durante la Invasión, pues, aparte del nombre oficial dado por los Clanes, la gente de la Esfera Interior les asignaba un nuevo nombre conforme se iban enfrentando a modelos no conocidos.
La invasión de los Clanes desencadenó un resurgir de la investigación y desarrollo en la tecnología de los BattleMechs, tanto en la Esfera Interior como en los Clanes, lo que resultó en la aparición de muchos nuevos modelos durante las décadas de 3050 y 3060. Sin embargo, tras la Jihad de Palabra de Blake y el nuevo período de paz durante la época de la República de la Esfera, se perdió o cayó en desuso gran parte de la tecnología de los BattleMechs.

### Términos relacionados
Dentro del universo BattleTech, existen algunos términos muy relacionados con el de BattleMech:
- OmniMech:[4] nombre que reciben los Mechs de primera línea de los Clanes. Aparte de disponer de una tecnología más avanzada, su principal característica es la modularidad en armas y equipamiento, permitiendo que sean reparados y adaptados a las exigencias de la misión o las preferencias del MechWarrior. Posteriormente, la Esfera Interior adoptó esta propiedad en sus nuevos diseños, por lo que dicho término se generalizó, dejando de ser exclusivo de la tecnología de los Clanes.
- IndustrialMech:[5] nombre genérico que reciben los Mechs no diseñados para el combate, sino para su utilización en tareas civiles. Por su empleo menos crítico, utilizan motores de combustión interna en vez de motores de fusión. Se distinguen varias especializaciones:
  - AgroMech:[6] diseñado para ser usado en tareas agrícolas.
  - ConstructionMech:[7] diseñado para ser usado en la construcción de infraestructuras.
  - ForestryMech:[8] diseñado para ser usado en la silvicultura.
  - MiningMech:[9] diseñado para ser usado en la minería.
- Mechwarrior: nombre dado a los pilotos de los battlemech. Estos pilotos son considerados la élite de la élite de cualquier ejército.

## Tecnología
Los BattleMechs considerados dentro del canon oficial del universo son descritos como máquinas de entre 8 y 16 metros de altura (unos 26 a 53 pies) y de entre 20 y 100 toneladas de peso (en múltiplos de 5). Algunos de ellos alcanzan una velocidad de hasta unos 150 km/h (unas 90 mph). Aunque, por su diseño, están mejor preparados para el combate en tierra pueden utilizarse, con ciertas restricciones, bajo el agua o en el espacio exterior.
A pesar de que, dentro de su trasfondo, la tecnología para la construcción de Mechs ha sufrido un grave retroceso respecto a épocas pasadas, la mayor parte de elementos de un BattleMech siguen perteneciendo hoy en día a la ciencia ficción:

### Estructura interna
Los BattleMechs disponen de una estructura interna, a modo de esqueleto, compuesta de huesos fabricados, originalmente y a grandes rasgos, por un núcleo de aluminio recubierto por una carcasa de acero y titanio. Una mejora posterior introdujo la llamada estructura interna de endoacero, en la que, mediante técnicas de fabricación en ingravidez, se obtenía un metal dos veces más ligero (pero también voluminoso) que el original.
Dichos huesos son accionados por unos músculos artificiales, llamados actuadores, fabricados con miómero, una fibra artificial de polímeros que se contrae al estar expuesta a una corriente eléctrica.
El sistema de huesos y músculos se combina con un gran giroscopio en el torso del Mech que contribuye a la estabilidad del conjunto. Todo el sistema es controlado por el MechWarrior mediante su neurocasco, un voluminoso casco con electrodos en su interior, capaz de transmitir los impulsos nerviosos del piloto al sistema para dotarlo de estabilidad y controlar el movimiento del Mech de forma parcialmente subconsciente (pues también se utiliza un joystick, una válvula reguladora y dos pedales). Así, el piloto puede atender al resto de información ofrecida por los sensores y al propio combate.
La energía necesaria para mover el Mech y combatir se obtiene de un pequeño reactor de fusión que lleva alojado en el torso, llamado comúnmente motor de fusión.
Al moverse, disparar o sólo tener activado su motor de fusión, un Mech genera mucho calor. En todos los BattleMechs se incluyen varios disipadores de calor para evitar el sobrecalentamiento del reactor, la munición de sus armas o daños al piloto.

### Blindaje
Para proteger la delicada estructura interna de un BattleMech se recubre ésta con un grueso blindaje. Dicho blindaje está compuesto por dos capas:
- Capa exterior: fabricada con acero de cristales alineados. Esto le confiere una propiedad de conducción del calor excelente, lo que la convierte en una protección útil contra las armas de energía.
- Capa interior: fabricada con nitruro de boro y filamentos de diamante, eficaz contra los daños de penetración de las armas balísticas y la fragmentación del blindaje.

Una mejora posterior introdujo el llamado blindaje ferro-fibroso, compuesto por fibras entretejidas de ferro-acero y ferro-titanio, que incrementaba considerablemente la resistencia a la tensión, a costa de ser más voluminoso.

### Armamento
Los BattleMechs pueden portar una gran variedad de armamento. Dado que el propio motor de fusión del Mech puede alimentar casi indefinidamente las armas de energía, estas suelen ser las más utilizadas. Además, se pueden montar baterías de misiles de corto o largo alcance, cañones automáticos y ametralladoras, que, aunque generan menos calor, requieren munición. Por supuesto, las propias extremidades de un Mech también pueden convertirse en un arma, dando patadas o puñetazos.

### Equipamiento
Los BattleMechs pueden llevar varios dispositivos que incrementen sus características defensivas y ofensivas. Algunos ejemplos de la llamada guerra electrónica son: equipos de contramedidas electrónicas que dificulten su detección, sondas que potencien el alcance de sus radares, sistemas antimisiles o sistemas de mejora de la precisión de sus armas.

## Clasificación por tipo de chasis
Según el tipo de chasis, se distinguen tres tipos generales de diseño para un Mech:

### Bípedo
A esta categoría pertenecen la inmensa mayoría de los BattleMechs, por ser la más versátil. Los Mechs bípedos se desplazan mediante dos extremidades y, según la forma de estas, se dividen a su vez en tres variantes:
- Humanoide: el modelo más común. Sus extremidades inferiores siguen el diseño de una pierna humana. Ejemplos típicos de esta variante son el Atlas  y el Summoner (Thor) .
- De articulación invertida: también llamada coloquialmente de pata de ave.[12] Sus extremidades inferiores disponen de una rodilla con el ángulo de giro opuesto al del ser humano, como en las aves. Ejemplos típicos de esta variante son el Catapult  y el Timber Wolf (Mad Cat) .
- De doble rodilla: la menos frecuente de las tres. Sus extremidades inferiores tienen un diseño como el de los faunos mitológicos. Un ejemplo de esta variante es el Thanatos .

### MAT
Los MATs (Mech Aero Terrestre) tienen la habilidad de transformarse en cazas aeroespaciales, lo que les permite recorrer grandes distancias en poco tiempo. Sin embargo, las restricciones de diseño, su vulnerabilidad y los conflictos legales por los primeros diseños de Mechs (de los que varios eran de este tipo) impidieron la difusión de esta categoría. Los diseños originales de MAT pertenecían a los modelos Wasp  , Stinger   y Phoenix Hawk  .

### Cuadrúpedo
Los Mechs cuadrúpedos (también llamados Quads) se desplazan mediante cuatro extremidades y, por tanto, no tienen brazos útiles, como el resto de categorías, que sirvan para coger objetos, portar armas o dar puñetazos. A pesar de su mayor estabilidad, y posibilidad de movimiento lateral, su poca capacidad de llevar armas pesadas hizo que esta categoría no gozase del favor de la mayoría de los jugadores. Algunos de sus escasos ejemplos son el Scorpion  y el Goliath .

## Clasificación por peso
Atendiendo al peso, los BattleMechs se clasifican en las siguientes categorías:

### Ligero
Los Mechs ligeros son aquellos que pesan entre 20 y 35 toneladas. Por regla general, suelen ser diseños con escaso blindaje y armamento, capaces de alcanzar una alta velocidad y dotados de sistemas de sensores electrónicos. Por todo ello, son utilizados normalmente como unidades de exploración, antipersona o de fuego de apoyo.
Algunos ejemplos típicos de esta categoría son el Locust , el Commando , el Panther  o el Raven .

### Medio
Los Mechs medios son aquellos que pesan entre 40 y 55 toneladas. Son la clase más frecuente y versátil en el campo de batalla, pues son capaces de portar una cantidad de blindaje y armamento respetable, manteniendo una velocidad media-alta. Se les considera el caballo de batalla en la mayor parte de los ejércitos.
Algunos ejemplos típicos de esta categoría son el Centurion , el Hunchback  o el Shadow Cat .

### Pesado
Los Mechs pesados son aquellos que pesan entre 60 y 75 toneladas. Aunque son menos versátiles que los Mechs medios, pueden portar cargas de blindaje y armamento mucho mayores, siendo capaces de resistir gran cantidad de daños y de neutralizar a unidades menores en una única andanada de disparos.
Algunos ejemplos típicos de esta categoría son el Rifleman , el Warhammer  o el popular Timber Wolf (Mad Cat).

### Asalto
Los Mechs de asalto son aquellos que pesan entre 80 y 100 toneladas. Algunos de estos gigantescos robots soportan una cantidad de blindaje y armamento de mayor tonelaje que el propio peso de un Mech medio entero. Por otro lado, son las unidades más lentas y con menor maniobralidad del campo de batalla. Son utilizados, generalmente, como unidades de mando, de asalto a posiciones fortificadas o como plataformas de fuego pesado.
Algunos ejemplos típicos de esta categoría son el Battlemaster , el Dire Wolf (Daishi)  o el popular Atlas.

### Colosal
La clase colosal es una nueva categoría creada en la era Dark Age. A ella pertenecen los BattleMechs experimentales con tres patas y en torno a las 130 toneladas de peso. Estos Mechs requieren una tripulación de tres personas (piloto, artillero e ingeniero). El diseño original se llamó Ares, nombre con el que se conoce también a la categoría. Existen cuatro variantes, diferenciadas en los brazos y en el tipo de armamento. Dichas variantes son, en orden de aparición, Hades, Hera, Zeus y Poseidón.